# 페르디난트 피에히

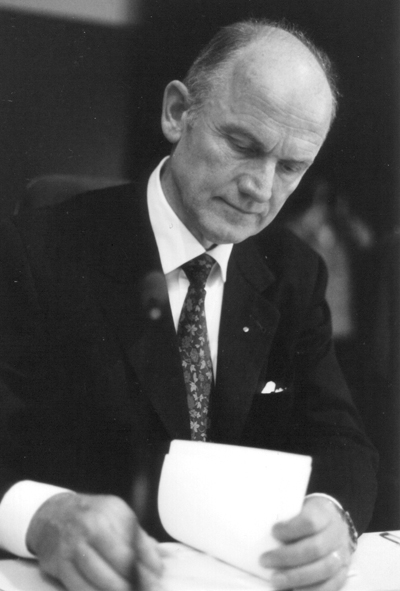
페르디난트 피에히

페르디난트 카를 피에히(독일어: Ferdinand Karl Piëch, 1937년 4월 16일 ~ )는 1993년부터 2002년까지 폭스바겐 그룹의 이사회 의장(Vorstandsvorsitender), 2002년부터 2015년까지 폭스바겐 그룹의 감독이사회 의장(Aufsichtsratsvorsitender)을 역임한 오스트리아의 기업인, 엔지니어이다.
페르디난트 포르셰의 외손자인 피에히는 포르쉐에서 경력을 시작했고, 포르쉐나 피에히 가문의 어떤 사람도 포르쉐 회사의 일상적인 운영에 관여해서는 안 된다는 합의 후 아우디로 떠났다. 피에히는 결국 아우디의 수장이 되었고, 부분적으로 콰트로와 100과 같은 혁신적인 디자인 덕분에 아우디를 메르세데스-벤츠와 BMW와 동등한 경쟁자로 발전시키고 성장시킨 것으로 인정받고 있다. 1993년 피에히는 오늘날과 같은 대기업으로 변신한 것으로 인정받는 폭스바겐 그룹의 회장이자 CEO가 되었고, 람보르기니와 벤틀리의 구매를 감독했으며, 부가티 자동차의 설립을 감독했으며, 이 모든 것을 폭스바겐, 슈코다, SATE 및 아우디 브랜드와 통합하여 제너럴 모터스의 알프레드 슬론이 사용했던 것과 같은 사다리형 구조로 만들었다. 폭스바겐 회사 정책에 따라 피에히는 65세에 은퇴해야 했지만, 그는 여전히 폭스바겐의 감독 이사회에 남아 2015년 4월 25일 사임할 때까지 회사의 전략적 결정에 관여했다.
엔지니어로서 교육을 받은 피에히는 포르쉐 911, 포르쉐 917, 아우디 콰트로 그리고 2012년 기준으로 가장 빠르고, 가장 강력하며, 가장 비싼 합법적인 도로 자동차인 부가티 베이론을 포함한 수많은 중요한 자동차들의 개발에 영향을 미쳤다. 자동차 산업에 대한 그의 영향 때문에, 피에히는 1999년에 세기의 자동차 행정부로 임명되었고, 2014년에 자동차 명예의 전당에 헌액되었다.